# Johann Christian Günther
Johann Christian Günther (Strigau, Szilézia, 1695. április 8. – Jéna, 1723. március 15.) német költő.

## Életútja
Wittenbergben orvosnak tanult. Tanulmányait Lipcsében folytatta, ahol megismerkedett Menckével, aki II. Ágost lengyel királynak és szász választófejedelemnek udvari költőül ajánlotta, de az ajánlatot nem fogadták el, mert a királyi kihallgatáson Günther részegen jelent meg. Elzüllöttségének fő oka egy költeményeiben Leonórának hitt asszony volt, aki kétszeri esküjét megszegte és elhagyta.
Günther költeményei, dalai és ódái, melyeket Goethe is sokra tartott. Első költeménykötete 1723-ban Boroszlóban, az összes költeménye összegyűjtve csak halála után jelent meg. (4 kötet, Boroszló 1724-35, 6. kiadás: 1764); később Julius Tittmanntól a Deutsche Dichter des 17. Jahrhundert (ipcse, 1874) című sorozatban, Litzmanntól a Reclam Universalbibliothek-ban és Fuldától Kürschner Deutsche Nationallitteraturjában jelentek meg.